# Tin Soldier
Tin Soldier è un brano musicale del gruppo rock britannico Small Faces, pubblicato su singolo (b-side I Feel Much Better) il 2 dicembre 1967 in Gran Bretagna.
Il 45 giri raggiunse la posizione numero 9 nella Official Singles Chart. Successivamente la traccia venne inclusa in versione live nell'album raccolta The Autumn Stone del 1969.

## Il brano
Tin Soldier venne originariamente composta da Steve Marriott per la cantante afroamericana P. P. Arnold, ma la canzone piacque così tanto a Marriott che egli decise di tenersela, e la Arnold fu relegata soltanto ai cori di sottofondo. A detta dell'autore, si tratta di una composizione dedicata alla sua futura prima moglie, Jenny Rylance. La canzone segna il ritorno della band alle sonorità R&B degli inizi, senza però abbandonare la psichedelia ed altri esperimenti musicali. Quando Tin Soldier venne pubblicata, la BBC informò la band che l'ultima strofa della canzone sarebbe stata eliminata da ogni trasmissione televisiva o radiofonica del brano, in quanto i dirigenti dell'emittente erano erroneamente convinti che Marriott cantasse: «sleep with you» ("dormo con te"), invece di: «sit with you» ("siedo con te") come in effetti era.  Marriott spiegò che il brano verteva sull'entrare nella mente delle persone e non "dentro al corpo" di qualcuno, spogliando così il brano di ogni interpretazione sessuale.

## Formazione
Small Faces
- Steve Marriott – voce solista e cori, chitarra acustica ed elettrica
- Ronnie Lane – basso, cori
- Ian McLagan – pianoforte acustico ed elettrico, organo Hammond, cori
- Kenney Jones – batteria

Musicisti aggiuntivi
- P. P. Arnold – cori di sottofondo

## Cover
La canzone è stata reinterpretata da Quiet Riot, Lou Gramm, Uriah Heep, Streetheart, Todd Rundgren, The Guess Who, Paul Weller, Transatlantic, Humble Pie, e Scorpions.